# Conioselinum sinchianum
Conioselinum sinchianum är en växtart i släktet Conioselinum och familjen flockblommiga växter. Arten förekommer i Kina. Den beskrevs först av Kun Tsun Fu som Cnidium sinchianum och fick sitt nu gällande namn av Michail Pimenov och Jevgenij Kljujkov.